# Tunnel (Death Cube K)
Tunnel è il terzo album in studio del chitarrista statunitense Death Cube K, pubblicato il 10 novembre 1999 dalla TDRS Music.

## Tracce
1. Thanatopsis – 8:04
2. Tunnel – 3:11
3. Leech – 2:26
4. Post Mortem – 3:33
5. Hemloc – 3:31
6. Scalding Tank – 2:14
7. Loss Leper – 9:48
8. Karate – 3:36
9. Draw & ¼ – 8:02
10. Gap – 3:21
11. Death of the Four Horrors – 1:21

## Formazione
- Death Cube K (aka Buckethead) – chitarre, basso, effetti sonori, produzione
- Travis Dickerson – pianoforte, minimoog, produzione